# Ponte de Vagos
Ponte de Vagos is een plaats (freguesia) in de Portugese gemeente Vagos en telt 1706 inwoners (2001).